# Lee Jung-moon
Lee Jung-moon (kor. 이정문; * 18. März 1998 in Mapo-gu, Seoul) ist ein südkoreanischer Fußballspieler.

## Karriere

### Verein
Lee Jung-moon erlernte das Fußballspielen in den Jugendmannschaften von Ulsan Hyundai und Daejeon Citizen sowie in der Universitätsmannschaft der Yonsei University. Seinen ersten Vertrag unterschrieb er im Januar 2019 bei seinem Jugendverein Daejeon Citizen. Das Fußballfranchise aus Daejeon spielte in der zweiten Liga. In zwei Spielzeiten bestritt er 44 Ligaspiele. Hierbei schoss er drei Tore. Im Februar 2021 wechselte er zum Erstligisten Jeju United. Für das Franchise aus Jeju-si bestritt er elf Erstligaspiele. Der Seoul E-Land FC, ein Zweitligist aus der Hauptstadt Seoul, nahm ihn im Juli 2022 unter Vertrag. Bis Jahresende 2023 stand er zwölfmal auf dem Spielfeld. Die erste Jahreshälfte 2024 spielte er beim Viertligisten Jinju Citizen FC. Im Juli 2024 zog es ihn nach Thailand. Hier unterschrieb er in Chiangrai einen Vertrag beim Erstligisten Chiangrai United. Nach einer Spielzeit kehrte er im Sommer 2025 in seine Heimat zurück. Hier unterschrieb er in Mokpo einen Vertrag beim Drittligisten FC Mokpo.

### Nationalmannschaft
Lee Jung-moon spielte 2016 einmal in der südkoreanischen U18-Nationalmannschaft. Hier kam er am 3. Juni 2016 in einem Freundschaftsspiel gegen England zum Einsatz. Das Spiel im Icheon-Stadion in Icheon gewann Südkorea mit 2:0. 2017 nahm er mit der U20 an der U20-Weltmeisterschaft im eigenen Land teil. Mit dem Team kam er in das Achtelfinale. Hier verlor man mit 2:0 gegen Portugal und schied aus dem Wettbewerb aus. Für die U20 bestritt er insgesamt vier Spiele.